# Eric Heiden
Eric Arthur Heiden (født 14. juni 1958 i Madison, Wisconsin, USA) er en amerikansk tidligere skøjteløber, som vandt alle mændenes konkurrencer i hurtigløb på skøjter ved Vinter-OL 1980. Samtidig satte han fire olympiske og en verdensrekord. De fem guldmedaljer ved de samme lege er stadig en enestående rekord i Vinter-OL-sammenhæng.
Beth Heiden, Erics søster, vandt ligeledes en bronzemedalje ved legene i 1980 hvilket gav Heiden-familien præcist halvdelen af de medaljer der blev vundet af USA ved disse lege.